# Bathyplectes rufigaster
Bathyplectes rufigaster là một loài tò vò trong họ Ichneumonidae.